# Біна (Хазарський район)
Біна́ (азерб. Binə) — селище на сході Азербайджану, підпорядковане Хазарському району міста Баку.

## Географія
Селище розташоване у східній частині Апшеронського півострова. Через Біну проходить Апшеронський магістральний канал.

## Населення
Населення селища становить 54000 осіб (2012; 25790 в 2008, 22809 в 1989).
У наш час у Біні існує значна громада етнічних талишів.

## Господарство
Через селище проходить автомобільна дорога Баку-Шювалан та залізниця Баку-Піраллахи (станція Біна). На півночі розташований Бакинський міжнародний аеропорт імені Гейдара Алієва.

## Історичні пам'ятки
У селищі розташовані мечеть Гаджі Араба (1877), лазні (1815 та 1879) та мечеть Мовсума Салімова (1916).